# Paintballmarkierer

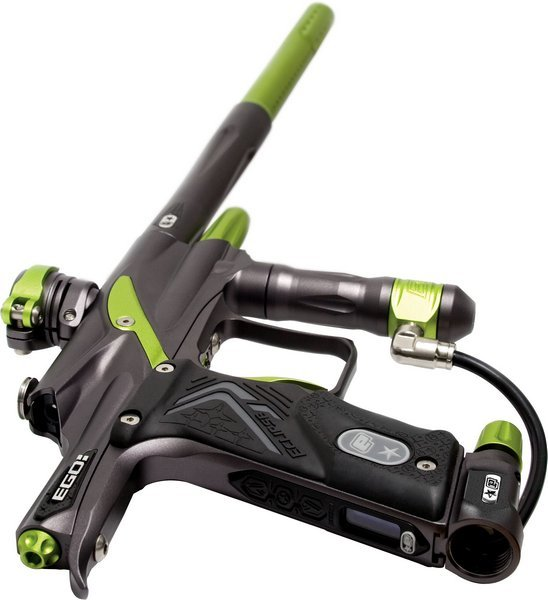
Ein elektro-pneumatischer Paintballmarkierer (Planet Eclipse Ego 8)

Der Paintballmarkierer oder Markierer ist eine Druckluftwaffe und der Hauptausrüstungsgegenstand beziehungsweise das Spielgerät im Paintball. Im Markierer wird ein hochverdichtetes Gas genutzt, um den Paintball im Lauf zu beschleunigen. Der Paintball ist meist eine hauptsächlich mit Lebensmittelfarbe und Polyethylenglycol gefüllte Gelatinekugel und wird von Spielern gelegentlich als „Paint“ bezeichnet.
Der Begriff Markierer leitet sich von der ursprünglichen Nutzung des Markierers, nämlich dem Kennzeichnen oder „Markieren“ von Bäumen durch Forstarbeiter und von Weiderindern durch Viehhüter, ab.
Der spielbereite Markierer besteht normalerweise aus vier Hauptkomponenten: Dem eigentlichen Markierer, dem Loader oder Hopper genannten Vorratsbehälter für die Paintballs und dem Lauf (englisch Barrel). Ergänzt wird er durch das Gassystem, welches aus einem Drucktank mit einem Druckminderer (englisch Regulator) besteht.
Die Mündungsgeschwindigkeit der Paintballs beträgt im internationalen Sport rund 300 Fuß pro Sekunde (ft/s), kann bei vielen Markierern aber ohne große technische Hindernisse erhöht oder verringert werden. Auf den meisten Spielfeldern oder auch durch die Veranstalter wird aber die Mündungsgeschwindigkeit aus Sicherheitsgründen und zur Verringerung des Verletzungsrisikos auf 260 bis 300 ft/s (rund 79,2 bis 91,4 m/s; 285 bis 329 km/h) beschränkt. Aufgrund des erheblichen körperlichen Schadens, den ein Paintball gerade im Auge verursachen kann, ist beim Umgang mit Markierern im spielbereiten Zustand daher immer auf die relevanten Sicherheitsregeln zu achten und das Tragen einer Schutzmaske oder zumindest einer zugelassenen Schutzbrille Pflicht.

## Geschichte

### Ursprung
Nachdem die Nelson Paint Company vom United States Forest Service beauftragt wurde, eine andere Möglichkeit zu schaffen, Bäume aus größerer Entfernung zu markieren als mit der gängigen Sprühpistole, wurde die Firma Crosman mit unter Vertrag genommen, um eine Pistole für das Verschießen der neuen Farbkapseln zu entwickeln. Im Jahr 1965 kam die Crosman 707 auf den Markt; sie basierte auf der Crosman 150. Nach drei Jahren wurde die Produktion aufgrund von Absatzproblemen eingestellt.
Der Druckluftwaffenhersteller Daisy Manufacturing Company wurde dann 1972 von der Nelson Paint beauftragt, einen neuen Markierer für die Farbkapseln zu entwickeln. Daraufhin wurde der Daisy Splotchmarker entwickelt, der dann von Nelson unter dem Namen Nel-Spot 707 vermarktet wurde. Mit dem Nel-Spot 707 wurde im Jahr 1981 dann das erste Paintballspiel ausgetragen. Das Spiel fand am 27. Juni 1981 in Henniker (New Hampshire) statt und das zweite – und auch erste kommerzielle – wurde in Alabama im Oktober desselben Jahres abgehalten.

### Weiterentwicklung zum Sport
Mit dem wachsenden Erfolg des Paintballs kamen andere Unternehmen auf den Markt. So ließ sich 1982 PMI (Pursuit Marketing Inc.) den PMI-1 von der Benjamin Sheridan Air Rifle Company entwickeln, dem 1983 der PG folgte. In diesem Jahr starteten auch die ersten Modifikationen an den Markierern, die durch Griffe zum schnelleren Repetieren oder durch Erweiterungen der Magazine verbessert wurden. Mit der Sheridan PGP kam 1984 der erste Markierer mit serienmäßigem Repetiergriff auf den Markt. In dieser Zeit kamen auch die ersten Laufverlängerungen und einfache Schwerkraft-Feeder zum Einsatz, die meist nur aus einem einfachen Kunststoffrohr mit Anschlussstück bestanden. Bereits in der frühen Phase des Sports rückte die Druckluftversorgung in den Fokus, und so kamen früh kleine Druckgasflaschen als Ersatz für die bis dahin verwendeten 12-g-Kohlendioxid-Kapseln in den Sport.
1986 wurde Tippmann Pneumatics von Dennis Tippmann, Sr. gegründet. Noch im selben Jahr brachten sie die Tippmann SMG-60 (SubMachineGun, Kaliber 60) auf den Markt. Die SMG-60 war der erste vollautomatische Markierer und wurde später als SMG-68 auf das heute noch gängigste Kaliber .68 (17,3 mm) portiert. Tippmann entwickelte Mitte der 1980er-Jahre auch das Nadelventil für CO2 und verzichtete auf die Patentierung, um die weitere Verbreitung dieser Sicherheitstechnik nicht zu verhindern und so den Sport sicherer zu machen, als es mit den bisherigen provisorischen Lösungen möglich war. Im selben Jahr wurden auch die Laufstopfen zur Sicherung eingeführt.
Von Bud Orr wurden 1987 der erste „Scharfschützen“-Markierer Sniper entwickelt, der der Sniper II folgte. Seine Firma WPG (Worr Game Products) brachte 1992 Autococker auf den Markt.
Die IPPA (International Paintball Players Association) wurde 1988 gegründet und konnte durch Russ Maynard die Begrenzung der Mündungsgeschwindigkeit auf 300 ft/s durchsetzen; sie wurde später durch die ASTM als Standard festgeschrieben.
Mit der Shocker von PneuVentures Inc. kam 1996 der erste elektro-pneumatische Markierer auf den Markt. Er wurde exklusiv von Smart Parts vertrieben. Nachdem PneuVentures und Smart Parts ihre Partnerschaft auflösten, stellte PneuVentures 1997 mit der Cyber 9000 den ersten Markierer mit eingebauter LCD-Anzeige vor.

## Markierertypen
Nach den grundlegenden Funktionsunterschieden des Abzugsmechanismus werden die Markierer in zwei Kategorien, die mechanischen und elektro-pneumatischen, eingeteilt:
- Bei mechanischen Markierern wird durch den Abzugsbügel ein Abzugsmechanismus freigegeben, der beispielsweise einen Kolben in Ruheposition hält. Es gibt eine Vielzahl mechanischer Systeme, deren am weitesten verbreiteter der „Blowback“-Markierer ist. Dieser nutzt einen federdruck-beaufschlagten Kolben, der nach dem Auslösen ein Stiftventil öffnet. Das unter Druck stehende Gas wird über das Ventil durch den Bolzen geleitet und damit der Schuss ausgelöst, gleichzeitig drückt das Gas den Kolben zurück und dieser wird wieder vom Abzugsmechanismus gefangen.

- Elektro-pneumatische Markierer ersetzen den mechanischen Abzug durch eine elektronische Steuerung zur Kontrolle der Schussabgabe. Der Abzug löst durch einen Mikroschalter, Magnetschalter oder Optokoppler einen Schaltimpuls aus, eine elektronische Schaltung übernimmt die Steuerung der Gasströme über ein Magnetventil (Solenoid) und löst damit den Schuss aus. Durch die (in der Regel programmierbare) elektronische Steuerung erfolgt das Öffnen und Schließen des Magnetventils sehr schnell (moderne Markierer erreichen Schaltvorgänge im Bereich von zehntel Millisekunden), was eine präzise Steuerung und Dosierung der Gasströme während des Auslösens ermöglicht. Damit ist mit solchen Markierern auch das Spielen mit sehr brüchigen Paintballs möglich, wie sie im Turniersport Verwendung finden.

## Markierer

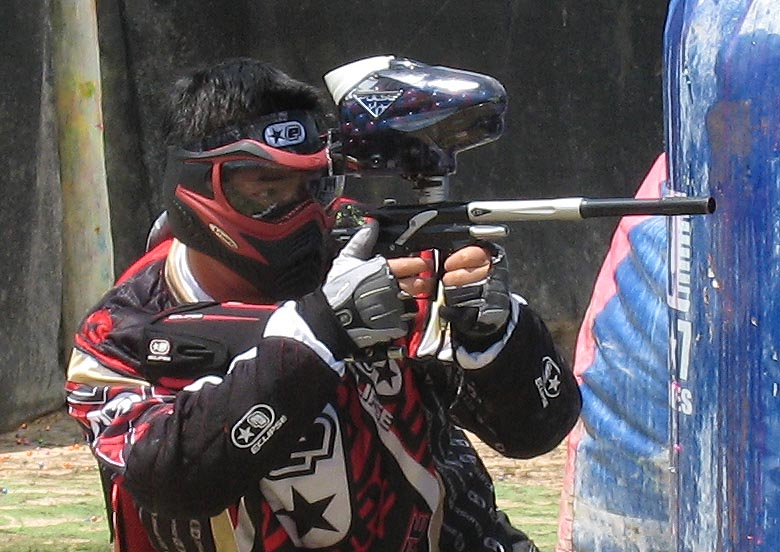
Spieler mit Markierer und Schutzausrüstung

Paintballmarkierer unterscheiden sich gemäß dem Einsatzgebiet beziehungsweise der Spielart teilweise äußerlich stark voneinander. Während „Turniermarkierer“ entfernt an eine Lackierpistole mit langer Spitze erinnern, orientieren sich sogenannte „Woodland-Markierer“ äußerlich eher an echten Waffen.
Das am häufigsten gespielte Kaliber der Paintballs ist .68 (0,68 Zoll = 17,3 mm), aber auch andere Kaliber wie .43 (10,9 mm) und .50 (12,7 mm) finden Verwendung. Die Versuche das Kaliber .50 als neuen Standard durchzusetzen zeigt bisher wenig Erfolg und so wird auf den meisten Spielfeldern und im Turniersport weiterhin fast ausschließlich mit Kaliber .68 gespielt. Hintergrund dürfte auch sein, dass auf dem Spielfeld zwar die Mündungsgeschwindigkeit beim Einstellen („Chronen“) gemessen wird, die eigentlich relevante Mündungsenergie aber außer Acht gelassen wird und sich so ein Nachteil für kleinere Kaliber ergibt.

### Markierergehäuse
Im Gehäuse (englisch Body) befinden sich die Hauptkomponenten des Markierers: Enthalten sind der Auslösemechanismus, der Großteil der Gasführung und die Aufnahmen für den Lauf und den Hopper. Bei elektro-pneumatischen Markierern befindet sich im Gehäuse in der Regel auch das steuernde Magnetventil und ein weiterer einstellbarer Druckminderer. Die Gehäuse der Markierer werden aus Gewichtsgründen meist aus Aluminiumlegierungen gefertigt und farbig eloxiert.
Elektro-pneumatische Markierer lassen sich gemäß ihrem Funktionsprinzip grob in „Rammer“ und „Spooler“ einteilen.

### Griff mit Abzug
Der Griff ist in der Funktion vergleichbar mit dem einer Schusswaffe. Er stellt die Verbindung zum Gehäuse dar und der Markierer wird am Griff während des Spiels geführt. Bei elektro-pneumatischen Markierern befindet sich im Griff meist die Batterie, die Steuerelektronik und Leuchtdioden, welche den Betriebszustand anzeigen und auch zur Programmierung genutzt werden. Bei manchen Markierern ist auch ein Display eingebaut, welches heute meist aus organischen Leuchtdioden (OLED) besteht.
Der eigentliche Abzug (englisch trigger) ist bei Paintballmarkierern normalerweise sehr leichtgängig, teilweise kugelgelagert und weist einen nur kurzen Auslöseweg und praktisch keinen Auslösewiderstand auf. Im Turnierbereich ist der Trigger meist so weit verlängert, dass er mit zwei Fingern im Wechsel betätigt werden kann, um so eine höhere Schussfrequenz zu erreichen.
Bei Turniermarkierern wird am Griff unten normalerweise die Druckluftflasche angeschraubt.

## Hopper
Der Vorratsbehälter für die Paintballs wird im Allgemeinen als Hopper bezeichnet. Als Haupttypen werden Schwerkraft-, angetriebene und sogenannte Force-Feed-Hopper unterschieden. Stangenmagazine, wie sie in Woodland-Markierern verwendet werden, werden normalerweise nicht als Hopper bezeichnet.

### Schwerkrafthopper
Schwerkrafthopper sind die einfachsten und günstigsten Typen, die im Spiel eingesetzt werden. Sie bestehen nur aus einem Kunststoffbehälter mit Deckel und werden oben auf den Markierer geklemmt. Durch das Funktionsprinzip rollen die Farbkugeln einfach in den Markierer beziehungsweise werden durch die Kinetik des Schusses nach unten geschüttelt. Die Fördergeschwindigkeit ist durch die Schwerkraft bestimmt, liegt aber normalerweise unter 12 Bällen pro Sekunde (bps). Schwerkrafthopper funktionieren bei Verkanten des Markierers schlechter und neigen zum Verklemmen der Farbkugeln, was sich durch Schütteln beheben lässt („Schüttelhopper“). Sie werden heute praktisch nur noch im Verleih oder bei günstigen Markierern eingesetzt.

### Angetriebene Hopper
Angetriebene Hopper werden durch Elektromotoren oder Druckluft angetrieben und fördern die Paintballs aktiv in den Markierer. Sie nutzen dazu meist eine Art Rührwerk um ein gleichmäßiges Fördern der Farbkugeln zu gewährleisten. Es gibt hierbei eine Vielzahl unterschiedlicher Systeme und Funktionsprinzipien. Während manche Systeme mit einer Drucksteuerung („Forcefeed“) arbeiten, nutzen andere akustische Sensoren um den Fördervorgang zu steuern. Viele dieser Hopper sind in der Lage selbstständig verklemmte Farbkugeln zu lösen beispielsweise durch eine Laufrichtungsänderung des Antriebes. Die Fördergeschwindigkeit liegt hier bei bis zu 45 bps. Die Kapazität solcher Hopper liegt meist zwischen 150 und 200 Farbkugeln.

### Stangen- und Röhrchenmagazine
Stangen- und Röhrchenmagazine sind in der Funktion mit den Magazinen von normalen halbautomatischen Schusswaffen vergleichbar. Hier werden die Paintballs mit Federdruck gefördert. Die Kapazität liegt hier bei maximal 20 Farbkugeln.

## Paintballs
Die verwendeten Paintballs werden grundsätzlich anhand mehrerer Gesichtspunkte unterschieden. Zu den Unterschieden gehören wie oben genannt die Größe, aber auch die Art der Füllung, die Form und die Brüchigkeit. Diese Faktoren, aber auch andere nicht aufgeführten Punkte, bestimmen wiederum den Einsatzzweck, die Kosten und die Performance der Paintballs auf dem Spielfeld. 

### Größe
Die Standardgröße von Paintballs ist Kaliber .68 (0,68 Zoll = 17,3 mm). Wie bereits im Unterpunkt Markierer erwähnt, gibt es auch andere Kaliber innerhalb des Paintballsports, welche aber nicht dieselbe Popularität besitzen. 
Ausgegangen von der Standardgröße Kaliber .68 ist zu erwähnen das nicht jeder Paintball der im Kaliber .68 erworben wird, auch die tatsächliche Größe von 0,680 Zoll besitzt. Dies ist durch den Hersteller bedingt und kann sogar von der jeweiligen Charge abhängen, obwohl der Hersteller und das Produkt dasselbe sind und nur zu einem unterschiedlichen Zeitpunkt hergestellt wurden. Durch diese Unterschiede, die in der Regel von 0,679 Zoll bis 0,690 Zoll gehen können, können Punkte wie Lufteffizienz (da die Luft bei zu kleinen Kugeln, an den Kugeln im Lauf vorbei geblasen wird und somit mehr Luft für dieselbe Mündungsgeschwindigkeit der Paintballs aufgebracht werden muss) oder Laufplatzer (zu große Paintballs für einen zu geringen Laufdurchmesser) kritisch beeinflusst werden.
Zu diesen, von den Herstellern bedingten Größenunterschieden, kommen noch die durch die Umgebung hervorgerufenen Größenunterschiede hinzu. Da die Paintballs normalerweise aus einer Gelatinehülle und einer organischen Farbfüllung bestehen, unterliegen sie ebenfalls den Eigenschaften der verwendeten Stoffe, was bedeutet, dass mit steigender Temperatur die Größe der Paintballs zunimmt und mit fallender Temperatur sich die Größe der Paintballs verringert. 

### Art der Füllung
Die Art der Füllung eines Paintballs lässt sich grob unterscheiden in Farbfüllung und Pulverfüllung. Die Pulverfüllung hat den Vorteil, dass sich aufgrund des Verzichts auf Flüssigkeit und Gelatine, auch bei extremen Temperaturen gleichmäßige Schussbedingungen einstellen, vor allem im Vergleich zu den umweltbedingten Schwankungen in der Größe, aber auch in der Brüchigkeit, der Paintballs mit Farbfüllung. Grundsätzlich sind Paintballs mit Farbfüllung häufiger auf dem Feld anzutreffen, da sie durch die Farbe eine eindeutige und schwer verschleierbare Erkennung von Treffern zulassen und durch die weite Verbreitung und Nutzung in der Regel im Preis günstiger sind.

### Form
Grundsätzlich sind Paintballs rund, allerdings gibt es ebenfalls Projektil-ähnliche Paintballs, die weitere Vorteile, aber auch Nachteile mit sich bringen. Durch die Bauweise, die zu einer Hälfte normalen Paintballs und zur anderen Hälfte Leitflügel, die zur Stabilisierung des Projektils in der Luft, besteht, wird versucht sich die Eigenschaften eines modernen Projektils zu Nutze zu machen. Laut Hersteller kann somit eine höhere Präzision und eine gesteigerte Reichweite im Vergleich zu normalen Paintballs erzielt werden. Nachteilig hierbei ist, dass der Paintballmarkierer dafür auch ausgelegt sein muss, was in der Regel aufgrund der vorgegebenen Benutzungsrichtung der Projektile (die Projektile können aufgrund ihrer Form nur in einer bestimmten Ausrichtung benutzt werden, im Gegensatz zum normalen Paintball, der aufgrund seiner Kugelform keine falsche Benutzungsrichtung hat) meist nur Paintballmarkierern mit Magazin vorbehalten ist. Des Weiteren ist ein im Vergleich zum normalen Paintball sehr hoher Anschaffungspreis ein Punkt, der als Nachteil aufgefasst werden kann.

### Brüchigkeit
Paintballs werden neben den oben genannten Punkten auch in ihrer Brüchigkeit unterschieden. Hierbei gilt grundsätzlich, dass Paintballs, die zu Trainingszwecken oder bei Spielen auf waldähnlichen Spielfeldern benutzt werden, in der Regel sehr fest sind, wobei Paintballs, die auf Turnieren verwendet werden, eher brüchig sind. Dies hat mehrere Gründe sowie Vorteile und Nachteile. 
Paintballs, die sehr brüchig sind, haben den Vorteil, dass sie eher auf getroffenen Gegnern aufgehen und dadurch als Treffer gezählt werden können. In manchen Spielformen des Paintballs sind Treffer, bei denen die Paintballs nicht aufgehen und ihre Farbe verlieren, keine Treffer, wobei hierfür Paintballs, die leichter zerplatzen, einen Vorteil darstellen. Negativ dem gegenübergestellt ist das erhöhte Risiko von Paintballkugeln, die im Lauf oder im Inneren des Markierers vorzeitig aufplatzen. Dies hat zur Folge, dass nachfolgende Paintballkugeln wegen der Farbreste im Paintballmarkierer weniger präzise fliegen oder ebenfalls zerplatzen. Ob die brüchige Paint vorzeitig platzt, hängt von verschiedenen Faktoren ab, wobei der Paintballmarkierer an sich eine große Rolle spielt, da aufgrund der verschiedensten Bauweisen mehr oder weniger vorsichtig mit den Paintballkugeln im Inneren des Paintballmarkierers umgegangen wird. 
Zu den Vorteilen der festeren Paintballkugeln gehört die Möglichkeit, durch Sträucher und andere leichte Vegetation zu schießen, ohne dass die Paintballkugeln zerplatzen, was erklärt, warum diese Art von Paintballs auf den oben genannten waldähnlichen Spielfeldern häufig genutzt wird. Zu den Nachteilen zählt im Umkehrschluss der Punkt, dass die Paintballkugeln mit höherer Wahrscheinlichkeit und zunehmender Flugdistanz (und dadurch abnehmender Geschwindigkeit) nicht am Gegner aufplatzen.

## Gassystem

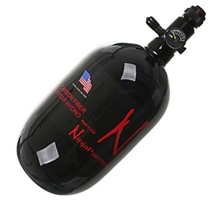
Druckluftflasche mit Manometer

Das Gassystem besteht aus dem eigentlichen Druckbehälter und einem angeschraubten Druckminderer. Der Druckbehälter – meist nur „Flasche“ oder „Tank“ genannt – enthält das verdichtete Gas, welches die Paintballs im Lauf beschleunigt. Während früher fast ausschließlich verdichtetes und damit flüssiges Kohlendioxid zum Einsatz kam, ist das verwendete Gas heute meist normale Druckluft. Andere Gase wie Propan wurden ebenfalls eingesetzt, sind im heutigen Sport aber bedeutungslos.
Da das Kohlendioxid im Druckbehälter in flüssiger Form vorliegt und es beim Entspannen im Druckminderer zu einer starken Abkühlung kommt, werden die verwendeten Dichtungen stark thermisch beansprucht. Auch kann flüssiges Kohlendioxid in das Gassystem des Markierers gelangen, was zu einer instabilen Luftführung und damit starken Schwankungen in der Mündungsgeschwindigkeit und damit im Schussbild führt. Außerdem kann es zu Schäden im Markierer führen. Daher wird Kohlendioxid heute praktisch ausschließlich in Form von 12-g-Einwegkapseln in pistolenartigen Markierern verwendet.
Die heute verwendeten Druckbehälter sind normalerweise aus Aluminiumlegierungen, Faserverbundwerkstoffen oder Kombinationen der Werkstoffe hergestellt. Das Fassungsvermögen beträgt zwischen 0,2 und 1,8 Litern bei einem Druck von 200 bis 300 Bar, wobei 0,8- und 1,1-Liter-Flaschen am häufigsten verwendet werden. Gemäß den technischen Regelwerken unterliegen diese Druckbehälter der Überwachungspflicht und müssen zyklisch durch eine benannte Stelle geprüft werden. Im Europäischen Raum beträgt dieses Prüfintervall fünf Jahre. Durch die hohe Beanspruchung des Druckbehälters, bedingt durch das relativ häufige Befüllen mit bis zu 300 Bar, liegt die maximale Lebensdauer bei 15 Jahren, kann aber bauartbedingt auch geringer ausfallen.
Im Regulator, an dem normalerweise auch ein Manometer zur Drucküberwachung angebracht ist, wird die Hochdruckluft auf den Vordruck des Markierers heruntergeregelt.

## Lauf
Im Lauf wird die Farbkugel beschleunigt und die Richtung gegeben. Er wird in der Regel von vorne in den Markiererbody geschraubt. Da die Gewinde und deren Maße (beispielsweise die Steigung oder Abstandsmaße) nicht genormt sind, muss beim Austausch des Laufes darauf geachtet werden, dass das Gewinde des Laufs dem des Gehäuses entspricht. Die Gewinde sind normalerweise unter den Herstellernamen bekannt, welche die Gewinde ursprünglich eingeführt haben. So ist beispielsweise das Autococker-Gewinde, kurz „Cocker“- oder „AC“-Gewinde, das am weitesten verbreiteten Gewinde, welches unter anderem von den Herstellern Planet Eclipse, Bob Long, Dangerous Power oder Dye eingesetzt wird. Darüber hinaus sind noch das Impulse-, Spyder- und Tippmann 98-Gewinde weit verbreitet.
Da die Farbkugeln sich in Abhängigkeit vom Hersteller und der Charge im Durchmesser („Bore“) unterscheiden, trägt die Anpassung des Innendurchmesser des Laufes auf den Außendurchmesser der Paintballs zur Steigerung der Präzision und zur Optimierung des Luftverbrauchs bei.
Beim Lauf werden ein-, zwei- und dreiteilige Systeme unterschieden. Während einteilige Läufe aus einem Stück bestehen, sind zweiteilige Läufe in der Mitte teilbar. Dreiteilige Läufe bestehen aus einem Vorderteil („Front“) und einem Hinterteil („Back“) mit Einsteckhülsen (meist nur „Hülsen“ genannt). Der Vorteil der mehrteiligen Läufe ist, dass der hintere Teil auf den Durchmesser der Paintballs durch Austauschen des Backs oder der Hülsen angepasst werden kann, ohne einen kompletten Lauf zu ersetzen.
Die Front der Läufe weisen meist zahlreiche Entlastungsbohrungen (die sogenannten „Portings“) auf, in denen das Gas entweichen kann. Durch die kontrolliertere Entspannung des Gases über diese Entlastungsbohrungen nimmt das Schussgeräusch deutlich ab. Die Läufe bestehen heute normalerweise aus Aluminium, Faserverbundwerkstoffen, Kohlenstofffasern oder einer Kombination dieser Materialien.

### Laufschutz
Unter dem Begriff Laufschutz versteht man Sicherheitseinrichtungen, die mechanisch das Ende des Laufes blockieren. Sie sollen verhindern, dass beim Versagen anderer Sicherungssysteme ein Paintball den Lauf verlässt, was teilweise schwere Verletzungen zur Folge haben kann. Sie sind auf allen Spielfeldern außerhalb der eigentlichen Spielfläche vorgeschrieben beziehungsweise in allen Bereichen, in denen keine Schutzmaske getragen wird. Das Führen eines Markierers in der Sicherheitszone ohne Laufsicherung führt in der Regel zu einer Verwarnung, bei Wiederholung zum Ausschluss vom Spielfeld. Auf vielen Spielfeldern ist aus Sicherheitsgründen der Einsatz in der Sicherheitszone zwingend vorgeschrieben, selbst wenn der Markierer nicht betriebsbereit ist.
Generell werden zwei Arten unterschieden:
- Laufstopfen: Der Laufstopfen entspricht einem Stopfen aus Kunststoff oder Gummi, der in die Mündung des Laufes gesteckt wird. Bei der Verwendung von Kunststoffstopfen befinden sich auf dem Stopfen normalerweise ein oder mehrere O-Ringe, um die Passung zu verbessern. Das Funktionsprinzip des Laufstopfens basiert auf der Reibung zwischen dem Stopfen und dem Lauf. Die Funktion ist hierbei davon abhängig, dass der Stopfen fest genug sitzt und entsprechend eingeführt wurde. Da der Laufstopfen nur durch die Reibung in seiner Position gehalten wird, kann er durch die kinetische Energie des Paintballs aus dem Lauf gedrückt werden, was insbesondere bei elektro-pneumatischen Markierern sehr risikobehaftet ist, da sie eine hohe Zahl von Kugeln in kurzer Zeit abschießen können. Die Laufstopfen sind die ursprünglichen Sicherungssysteme für den Lauf.

- Laufsocke (oft auch Laufkondom): Laufsocken sind heute die gängigste Sicherung für den Lauf auf den Spielfeldern. Sie bestehen aus einem Stoff- oder Silikonbeutel mit einer verstellbaren elastischen Schnur. Der Stoffbeutel besteht aus einem Kunststoffgewebe mit teilweise verstärkter Einlage. Er wird über den Lauf gestülpt und mit der elastischen Schnur am Markierergehäuse oder dem unteren Teil des Hoppers befestigt. Sollte sich versehentlich ein Schuss lösen, dann wird der Paintball in der Socke gefangen, wo er zerbricht. Durch das entsprechend fixierte elastische Band wird erreicht, dass die Laufsocke weiterhin die Mündung abdeckt und bei weiteren Schüssen die Sicherheit gewährleistet. Laufsocken sind leichter zu benutzen und sicherer als Laufstopfen und haben daher die Laufstopfen fast vollständig von den Spielfeldern verdrängt. Ein weiterer Vorteil der Laufsocken gegenüber den Laufstopfen ist, dass versehentlich abgeschossene Paints das Markiererinnenleben wesentlich weniger stark verschmutzen.

## Feuermodi
Mit Einführung der halbautomatischen Markierer in den frühen 1990er-Jahren war das halbautomatische Prinzip, das heißt ein Ziehen am Abzug bedeutet ein ausgelöster Schuss, der Standard. Mit Einführung der elektronischen Steuerung der Markierer in den späten 1990ern wurden durch das Verbauen von Mikrocontrollern andere Feuermodi möglich. So konnten Feuerstöße, vollautomatisches Feuern oder unterschiedlichste Kombinationen aus Feuermodi programmiert werden.

### Pump-Markierer
Pump-Markierer müssen vergleichbar mit einer Vorderschaftrepetierflinte („Pump-Gun“) nach jedem Schuss nachgeladen werden.

### Halbautomatischer Modus
Beim halbautomatischen Modus wird durch jedes Ziehen des Abzuges ein Schuss ausgelöst. Um die Kadenz zu erhöhen, werden hier oft sehr kurze Abzugswege eingestellt und längere Abzüge („double trigger“) verbaut. Da dies bei entsprechender Fingerfertigkeit schon zu sehr hohen Schussraten führte, wurde im Turniersport die Anzahl der Schüsse auf 12 bis 15 bps begrenzt.

### Feuerstoß und vollautomatischer Modus
Der vollautomatische Modus entspricht dem Dauerfeuer einer automatischen Schusswaffe. Der Markierer schießt beim Betätigen des Abzuges solange automatisch weiter, bis der Abzug wieder losgelassen wird. Hier werden Kadenzen von über 30 bps erreicht. Beim Feuerstoß hingegen wird eine vorgegebene Anzahl von Paintballs bei jeder Abzugsbetätigung abgeschossen.

### Ramping
Das sogenannte Ramping stellt eine Mischung aus dem halbautomatischen Modus und dem Feuerstoß dar. Beim Ramping schaltet der Markierer nach einer vorgegebenen oder frei programmierten Anzahl von Abzugsbetätigungen vom halbautomatischen Betrieb in den Betrieb in Feuerstößen um. Die Feuerstöße werden in der Regel solange ausgeführt, solange eine gewisse Anzahl von Abzugsbetätigungen pro Sekunde nicht unterschritten wird. Nach einer programmierten Zeitspanne nach dem letzten Auslösen des Triggers kehrt der Markierer dann wieder in den semi-automatischen Modus zurück.
Ramping findet auch im Turniersport Verwendung. Die Programmierung ist hier normalerweise durch den Veranstalter des Turniers, der Turnierserie oder der Liga genau spezifiziert (zum Beispiel PSP-, NXL- oder Millennium-Ramping).

## Rechtliche Situation und Regelungen auf Spielfeldern

### Rechtliche Situation in Deutschland

Prüfzeichen der PTB

Paintballmarkierer dürfen mit Vollendung des 18. Lebensjahres frei erworben werden, sofern sie eine Mündungsenergie von nicht mehr als 7,5 Joule aufweisen. In Abhängigkeit vom Gewicht des Paintballs ergibt dies eine Mündungsgeschwindigkeit von rund 214 fps (rund 65,2 m/s oder 235 km/h).
Die Zulassung eines Paintballmarkierers wird in Deutschland durch die Physikalisch-Technische Bundesanstalt (PTB, Abteilung 1 Mechanik und Akustik – Fachbereich 1.3 Geschwindigkeit – Arbeitsgruppe 1.33 Dynamische Druckmessung Geschwindigkeit) erteilt. Zur Anwendung kommt hier das Beschussgesetz § 9 Abs. 2 Nr. 1. Im Rahmen der Zulassung wird hier die mittlere Bewegungsenergie ermittelt; sollte die Bewegungsenergie über 5 Joule liegen, sind fünf baugleiche Markierer für die Zulassung erforderlich, die in einer Messreihe geprüft werden. Bei Erreichen der vorgeschriebenen Parameter wird die Zulassung erteilt und ein Exemplar des Markierers bei der Physikalisch-Technischen-Bundesanstalt hinterlegt.
Markierer benötigen entsprechend der Zulassung eine erforderliche Kennzeichnung, die aus dem Buchstaben „F“ in einem Fünfeck, der Kaliberangabe, Modellbezeichnung und Firmenname oder Markenzeichen des inländischen Herstellers, Importeurs oder Händlers bestehen. Ältere Markierer mit Freigaben vor 2003 haben normalerweise nur das F im Fünfeck angebracht. Die Kennzeichnung ist entsprechend den Vorgaben der PTB dauerhaft anzubringen, was normalerweise durch Schlagstempel oder heute teilweise durch Laserbeschriftung erfolgt.
Der Besitz vollautomatischer Paintballwaffen ist in Deutschland verboten. Markierer müssen gemäß dem Waffengesetz zum Transport funktionsunfähig gemacht werden, beispielsweise durch Demontieren der Gasversorgung, und zugriffssicher in einem abgeschlossenen Behälter transportiert werden. Der Besitz und Transport von Bauteilen, die eine Leistungssteigerung des Markierers ermöglichen, ist in Deutschland allerdings nicht verboten, solange die Bauteile in Deutschland nicht montiert sind.
Auch der Umgang mit Markierern ist Personen vor Vollendung des 18. Lebensjahres, außerhalb von Spielstätten, nicht gestattet. Ein Paintballspielfeld ist keine Schießstätte im Sinne des Waffengesetzes.

### Rechtliche Situation in Österreich
Seit 1997 muss man für den Erwerb eines Markierers in Österreich mindestens 18 Jahre sein.
Auch in Österreich ist das Spielen in freiem Gelände oder Wald verboten. Das Paintballspiel selbst ist nur auf eigens dafür eingerichteten und genehmigten Paintballanlagen erlaubt.
Die Ausübung des Sports ist meistens schon ab 14 Jahren im Beisein eines Erziehungsberechtigten möglich. Ab 16 Jahren ist das Spielen auf den meisten Anlagen mit Vorlage einer schriftlichen Einverständniserklärung eines Erziehungsberechtigten gestattet.

### Rechtliche Situation der Schweiz
Paintballmarkierer fallen unter das Schweizer Waffengesetz (WG) nach Artikel 4 Nr. 1 f. Sie werden der Kategorie der meldepflichtigen Waffen, Unterkategorie „Keine Feuerwaffe“ zugeordnet. Entsprechend müssen beim Umgang mit Markierern (Handel, Transport, Benutzung etc.) sämtliche Vorgaben nach dem WG sowie den nationalen und kantonalen Verordnungen eingehalten werden; der Erwerb erfordert allerdings keinen „Waffenerwerbsschein“. Bei einem gewerblichen oder privaten Verkauf muss der Käufer mindestens 18 Jahre alt und mündig sein (Art. 8 Abs. 2 WG). Das WG enthält an verschiedenen Stellen weitere Restriktionen die gegebenenfalls Hinderungsgründe für einen Erwerb darstellen können. Es muss zwingend ein schriftlicher Verkaufsvertrag aufgesetzt werden, der nach Art. 11 WG abgefasst ist und Informationen zum Verkäufer, Käufer und Waffe enthält, der 10 Jahre aufbewahrt werden muss. Da der Markierer keine Feuerwaffe ist, muss keine Meldung an das kantonale Waffenbüro erfolgen.
Nach dem WG gibt es keine Restriktionen zur maximalen Bewegungsenergie der Paintballs und zum Feuermodus (zum Beispiel vollautomatisch). Die meisten Schweizer Paintballanlagen haben hierzu eigene Beschränkungen und Vorgaben.

### Regelungen auf Spielfeldern
Von einigen Spielfeldbetreibern werden im Umfang des Hausrechts teilweise erweiterte Regularien zum Umgang und zur Verwendung von Paintballmarkierern getroffen. So ist die Verwendung von Markierern die echten Waffen ähneln – sogenannten Replikas – gerade in Deutschland oft untersagt. Auch Beschränkungen der Mündungsenergie und damit der -geschwindigkeit unterhalb der jeweiligen gesetzlichen Vorgaben finden auf manchen Spielfeldern Anwendung.

### Verwendung von roter Farbe
Im Allgemeinen ist auf den Spielfeldern die Verwendung von roter Farbe untersagt, da zum einen der Effekt von Blut im Sport nicht gewollt ist und zum anderen eine blutende Verletzung nicht sofort erkannt werden könnte. Sollte rote Farbe nicht explizit untersagt sein, so gilt sie in Spielerkreisen dennoch als verpönt, weswegen sie praktisch kaum produziert wird.